# شقایق قندهاری
شقایق قندهاری (متولد ۱۸ دی ۱۳۵۵ در تهران) مترجم، پژوهشگر و منتقد اهل ایران است. او بیش از پنجاه کتاب را ترجمه کرده و چند جایزه ادبی برای ترجمه‌هایش دریافت کرده‌است.
قندهاری به خاطر ترجمه رمان «محمد» از فارسی به زبان انگلیسی برگزیده بیست و یکمین دوره جایزه جهانی کتاب سال ایران (۱۳۹۲) شد.
شقایق قندهاری دوازده ساله بود که نخستین رمان نوجوان خود را ترجمه کرد؛ خواهر گمشده نوشته ویوین آل کوک. به گفته خودش؛ «داستان عاطفی و شخصیت های نوجوان این کتاب من را خیلی تحت تأثیر قرار داد، به طوری که تصمیم گرفتم با همان زبان فارسی دوازده سالگی ام آن را ترجمه کنم تا بچه های دیگر و هم سن و سال های خودم هم آن داستان زیبا را بخوانند.»
خودش معتقد است همین قضیه باعث شد که با علاقه بیشتری کتاب بخواند و در نهایت تصمیم گرفت برای اینکه بتواند به صورت اصولی و حرفه ای یک مترجم ادبی خوب شود، در دانشگاه هم در رشته زبان و ادبیات انگلیسی ادامه تحصیل بدهد.
با تلاش و پیگیری موفق شد ترجمه رمان نوجوان «خواهر گمشده» را به صورت داستان دنباله دار در مجله سروش نوجوان آن سال ها، و زمانی که 16 ساله بود، منتشر کند که با استقبال بسیار خوب بچه ها مواجه شد. از سال آخر دبیرستان با نشریه آفتابگردان، ضمیمه همشهری، به عنوان خبرنگار و مترجم، همکاری کرد. در ادامه و با شروع تحصیل در دانشگاه برای ماهنامه کتاب ماه کودک و نوجوان مقاله های مربوط به حوزه ادبیات کودک و نوجوان در کشورهای مختلف جهان را ترجمه کرد و امیدوار است روزی بتواند این مجموعه مفصل را در قالب یک کتاب به مخاطبان علاقه مند این زمینه ارائه بدهد. به دلیل علاقه اش به نقد ادبی، آن زمان برای کتاب ماه کودک و نوجوان نقد کتاب هم می نوشت و تا چند سال در مطبوعات فعال بود. سال ها بعد سردبیر نشریه انگلیسی زبان زمزم برای نوجوان ها بود.

مصاحبه شقایق قندهاری با سایت هنر آنلاین https://www.honaronline.ir/fa/tiny/news-140421

وی در جایی گفته است؛ «هم زمان با تحصیل در دوره کارشناسی چند رمان نوجوان ترجمه کردم، کم کم به ادبیات بزرگسال هم علاقه مند شدم و چند سالی که گذشت، به عنوان یک مترجم کتاب تمام وقت زمانم بین ترجمه ادبیات کودک و نوجوان از یک سو و ترجمه ادبیات بزرگسال، از سوی دیگر، تقسیم شد و همیشه دلم بین این دو حوزه تپیده و هرگز نتوانستم از هیچ کدامشان دل بکنم و واقعاً به هر دو زمینه تعلق خاطر زیادی دارم.»
بیش از پانزده سال است که به صورت جدی در زمینه ترجمه فارسی به انگلیسی هم فعالیت می کند و هر زمان که شرایط و بستر مناسب این کار فراهم بوده، ترجیح داده زمان بیشتری را به این بخش از حوزه ترجمه اختصاص بدهد. در این رابطه علاوه بر ترجمه داستانهای مصور کودک متعددی برای ناشران مختلفی مانند کانون پرورش فکری کودک و نوجوان، انتشرات علمی فرهنگی، در ادبیات بزرگسال هم آثار شاخصی را به زبان انگلیسی ترجمه کرده است؛ مانند رمان محمد ، نوشته ابراهیم حسن بیگی، از فارسی به زبان انگلیسی که برگزیده بیست و یکمین دوره جایزه جهانی کتاب سال ایران (۱۳۹۲) شد، همچنین دو رمان نوجوان هستی و زیبا صدایم کن نوشته فرهاد حسن زاده.
شقایق قندهاری سال هاست به عنون داور با برخی از جشنواره های ادبی نیز همکاری می کند؛ از جمله کتاب سال جمهوری اسلامی ایران، کتاب سال استانی و کتاب سال جوانان. تاکنون بیش از 120 عنوان کتاب از وی منتشر شده است. او تحصیلات خود را در مقطع دکتری در کشور مالزی نیمه کاره رها کرد، اما از همین دوره سه مقاله علمی منتشر شده دارد.

## آثار
- آخرین سفر جوجه اردک زشت، استیگ دالاگر،نشر ثالث، شقایق قندهاری(مترجم)، 1400.
- به دنبال نام تو،سارا ویکس، نشر نون، شقایق قندهاری(مترجم)،1398.
- سرگشته در روزهای سکوت، میریسه لیندستروم، نشر حکمت کلمه، شقایق قندهاری(مترجم)، 1398.
- در پی پایان، ایان رید، نشر آموت، شقایق قندهاری(مترجم)، 1398.
- من گاهی دروغ می گویم، آلیس فینی، نشر قطره، شقایق قندهاری(مترجم)، 1397.
- ناخوش احوال، آلبرتو باررا تیسکا، نشر قطره، شقایق قندهاری(مترجم)، 1397.
- روزهای رخوت، ارلند لو، نشر ثالث، شقایق قندهاری(مترجم)، 1396.
- دورترین فاصله، مجموعه داستان نویسندگان زن جهان، نشر ایجاز، شقایق قندهاری(مترجم)، 1396.
- تابستان آن سال، دیوید بالداچی، نشر آموت، شقایق قندهاری(مترجم)، 1394.
- داپلر، ارلند لو، نشر ثالث، شقایق قندهاری(مترجم) 1394.
- دختر رهبر سیرک، یوستین گوردر، نشر ققنوس، شقایق قندهاری(مترجم)، 1394.
- پیش از آن که بخوابم، اس جی واتسون، نشر آموت، شقایق قندهاری(مترجم)، 1392.
- خانه کاغذی، کارلوس ماریا دومینگوئز، نشر آموت، شقایق قندهاری(مترجم)، 1392.
- عشق زن خوب،(مجموعه داستان)، آلیس مانرو، نشر قطره، شقایق قندهاری(مترجم)، 1388.
- گریزپا،(مجموعه داستان)، آلیس مانرو، نشر افق، شقایق قندهاری(مترجم)، 1385.
- ابرابله، ارلند لو، نشر ثالث، شقایق قندهاری(مترجم)، 1384.

### رمان های نوجوان
- روزگار تب، آنهاراد واکر، نشر ایران‌بان، شقایق قندهاری (مترجم)، 1402.
- دانه، کریل لوئیس، نشر افق، شقایق قندهاری (مترجم)، 1402.
- هیچ رازی در میان نیست، پنی جوئلسون،نشر ایران بان، شقایق قندهاری (مترجم)،1399.
- شجاع مثل تو، جیسون رینولدز، نشر افق، شقایق قندهاری (مترجم)، 1398 (برنده جایزه تقدیری در بخش ترجمه کتاب سال جمهوری اسلامی ایران- 1399).
- هرمان، لارس سابی کریستنسن، انتشارات کانون پرورش فکری کودک و نوجوان، شقایق قندهاری (مترجم)، 1398 (نامزد شایسته تقدیر در بخش ترجمه کتاب سال جمهوری اسلامی ایران- 1399)
- رها مثل آفتاب، کریستینا کیلبورن،نشر آفرینگان، شقایق قندهاری (مترجم)،1398.
- با عشق، الاکث هو، نشر ایران بان، شقایق قندهاری (مترجم)،1398.
- کرت پول پارو می کند، ارلند لو، نشر ثالث، شقایق قندهاری (مترجم)، 1398.
- زندگی ظاهری روبی، نورا رالی باسکین، انتشارات مدرسه، شقایق قندهاری (مترجم)،1398.
- فارغ التحصیلی جیکمون، باربارا پارک، انتشارات کانون پرورش فکری کودک و نوجوان، شقایق قندهاری (مترجم)،1395.
- سه گانه "سیاه دل" شامل سه رمان فانتزی: سیاه دل، طلسم سیاه دل و مرگ سیاه دل، کورنلیا فونکه، کانون پرورش فکری کودک و نوجوان،چاپ شده در فاصله سال های 1395-1388، شقایق قندهاری (مترجم).(رمان نوجوان"سیاه دل" برنده جایزه تقدیری کتاب فصل در بهار 1389).
- بازی با اشباح، کیت گری، نشر پنجره، شقایق قندهاری (مترجم)،1391.
- شیر الن، کراکت جانسون،انتشارات کتاب نیستان، شقایق قندهاری (مترجم)،1390.
- آیدابی و نقشه های او برای به اوج رساندن شادی، دوری از فاجعه و (احتمالاً) نجات جهان!، کاترین هانیگان، منادی تربیت، شقایق قندهاری (مترجم)1390.
- صد دست لباس، الینور استیس،انتشارات کتاب نیستان، شقایق قندهاری(مترجم)، 1389.
- خانه خودمان، سینتیا کادوهاتا، نشر افق، شقایق قندهاری (مترجم)،1385.(معرفی شده به عنوان بهترین ترجمه در 1386 توسط نشریات "پوپک و سلام بچه ها").
- فرزندان معجزه، ژاکلین وودسون،انتشارات منادی تربیت، شقایق قندهاری (مترجم)، 1383.
- شهر زنبوران (ترجمه مشترک با زنده یاد حسین ابراهیمی الوند)، تاماس کنیلی، نشر افق، 1382.
- عروسک پدر، پاتریشیا کالورت، نشر سراج، شقایق قندهاری (مترجم) در 1380 و پس از آن انتشارات شکوفه امیرکبیر (اثر شایسته تقدیر در کتاب سال جمهوری اسلامی ایران در بخش ترجمه نوجوان- 1381، و معرفی شده توسط شورای کتاب کودک به عنوان ترجمه برتر- 1381).
- خانه مرموز، جین بوکر، نشر کیانوش، شقایق قندهاری (مترجم)، در 1378 و پس از آن تجدیدچاپ توسط انتشارات شکوفه امیرکبیر.
- خواهر گمشده، ویویان آل کوک، کتاب نیستان، شقایق قندهاری (مترجم)، 1374 (برنده جایزه بهترین ترجمه در 1377 توسط نشریات "پوپک و سلام بچه ها")

### ترجمه های روانشناسی
- ده راز موفقیت و آرامش درونی، وین دایر، نشر ققنوس.
- زنان و غلبه بر فکر و خیال،(مجموعه دو جلدی)، سوزان نولن هوکسیما، نشر پیدایش.
- چرا بچه های خوب نمره های بد می گیرند؟، لیندا برس سیلبرت، نشر پنجره.
- جاناتان مرغ دریایی، ریچارد باخ، نشر علم.
- راهنمای جان های متعالی، ریچارد باخ، نشر علم.
- سرگردان، حکایت ها و گفته هایش، جبران خلیل جبران، نشر علم.
- شن و کف دریا، جبران خلیل جبران، نشر علم.

### داستانهای مصور (کودک و نوجوان)
- نینای شیطون،ژولین میکل برگ،نشر مبتکران، شقایق قندهاری (مترجم)، 1394
- چطوری ستاره‌ای را بگیریم که دارد می‌افتد؟،هایدی هوارث، نشر کتاب پارک، شقایق قندهاری (مترجم)، 1396
- هارولد و مداد رنگی بنفش (مجموعه کتاب)،کراکت جانسون، نشر شب های سپید، شقایق قندهاری (مترجم)، 1396.
- راب و سنجاب، اما چیچستر کلارک، نشر کتاب پارک، شقایق قندهاری (مترجم)، 1399.

### ترجمه های مرجع
- راهنمای نگارش فیلم نامه سینمایی انیمیشن، ماریلین وبر، انتشارات کانون پرورش فکری کودک و نوجوان، 1388 (برنده جایزه تقدیری کتاب فصل- بهار 1388 و برنده جایزه تقدیری کتاب سال جمهوری اسلامی ایران- 1389).
- تصویرگری کتاب کودک؛ خلق تصویر برای کتاب، مارتین سالزبری،انتشارات کانون پرورش فکری کودک و نوجوان، 1387 (برنده جایزه تقدیری در جشنواره کتاب های کمک آموزشی رشد در 1390).

### مقاله های علمی منتشر شده به زبان انگلیسی
- Definition of Reader as a Relative Concept in Reader-Response Theory-Procedia - Social and Behavioral Sciences, Volume 70/ January 2013
- Reader-Response a Vital Device in Children’s Literature- The Journal of International Social Research, July 2012
- A Psychoanalysis & Reader-Response Study of “A Cup of Tea”- IEPDR vol.10, 2011

### ترجمه های فارسی به انگلیسی
- The Conversation between the Great Wizard & the Queen of Colors/Khanian, Jamshid/ Tehran: Ofogh Publishing House/ 2020
- The Seventh Floor, West/ Khanian, Jamshid/ Tehran: Ofogh Publishing House/ 2020
- Descriptive Bibliography of Selected Books in the Book Festivals of Iran/ Compiled by the secretariat of the Book of the Year Award/ Tehran: Book House Institute/2018
- Call Me Ziba/ Hasanzadeh, Farhad/ Institute for Cultural and Intellectual Development of Children and Young Adults/2017
- The Little Girl and the Rain/ Haghparast, Nora/ Tehran: Institute for Cultural and Intellectual Development of Children and Young Adults/2017
- A Better Solution/ Haghparast, Nora/ Tehran: Institute for Cultural and Intellectual Development of Children and Young Adults/2017
- The Statistics of Books in Iran, Statistical Data of Book Publishing in Iran from 1979 to 2016/ Tabriznia, Mojtaba & Afghahi, Esmaeil/ Tehran: Book House Institute/2017
- The Saint/Hassanbeigi, Ebrahim/ Tehran: Alhuda International Publishing Group/2014
- Hasti/ Hasanzadeh, Farhad/ Tehran: Institute for Cultural and Intellectual Development of Children and Young Adults/2016
- Lalou/Ghojogh, Yousef/ Tehran: Institute for Cultural and Intellectual Development of Children and Young Adults/2013
- Norredin, the Son of Iran; Memoirs of Seyyed Nourredin Aaafi/compiled by Masoumeh Sepehri/ Tehran: Sureyehe Mehr Publication/ 2013
- Three Equal Parts (Trois Parts Egales)/ Keshavarzi Azad, Marjan/ Padua: Grandir/ 2012 (published in France in English & French)
- The Story of Ahmad and Clock/ Taerpour, Fereshteh/ Tehran: Institute for Cultural and Intellectual Development of Children and Young Adults/2012
- The Story of Two Lonely Tortoises/ Rahmandoost, Mostafa/ Tehran: Institute for Cultural and Intellectual Development of Children and Young Adults/2010
- The Kooti Kooti Stories/ Hasanzadeh, Farhad/ Tehran: Institute for Cultural and Intellectual Development of Children and Young Adults/2010
- Hey, Will you be My Friend?/ Kalhor, Mojgan/ Tehran: Institute for Cultural and Intellectual Development of Children and Young Adults/ 2010
- Don’t cry your Heart out/ Rajabi, Mehdi/ Tehran: Elmi Farhangi/2010
- All this Clang and Clutter/ Kotoubi, Sorour/ Tehran: Institute for Cultural and Intellectual Development of Children and Young Adults/2010
- Open Eyes/ Sadeghbeigi, Arash/ Tehran: Elmi Farhangi/2009
- When for the First Time/ Derambaksh, Kambiz/ Tehran: Saless/2009
- Has Anyone Seen the Little Monkey’s Dream?/ Salehi,Atoosa/ Tehran: Elmi Farhangi/2008
- The Riddle of the Blue-Head Madman/ Rajabi, Mehdi/ Tehran: Elmi Farhangi/2008
- A Message for the Cotton Cloud/ Tehran: Elmi Farhangi/2008
- Mohammad (A Novel based on the Life of Prophet Mohammad)/ Hasanbeigi, Ebrahim/ Tehran: Candle & Fog/2012 (Winner of the World Book Year Award in Islamic Republic of Iran for Translation- 2013)
- The Story of Sara, Apple Jam and River/ Seyyed Ali Akbar, Seyyed Navid/ Tehran: Elmi Farhangi/2008
- Fairies’ Diary/ Derambaksh, Kambiz/ Tehran: Ofoq Publishing House/2006
- Don’t Bother the Laboring Ant/ Tehran: Ofoq Publishing House/2006

## جوایز
- برنده جایزه تقدیری کتاب سال جمهوری اسلامی ایران برای ترجمه رمان نوجوان شجاع مثل تو، 1399.
- برگزیده جایزه جهانی کتاب سال برای ترجمه فارسی به انگلیسی رمان 'محمد' نوشته ابراهیم حسن بیگی،1392.
- برنده جایزه تقدیری در جشنواره کتاب های کمک آموزشی رشد برای ترجمه کتاب 'تصویرگری کتاب کودک'،1390.
- برنده جایزه تقدیری کتاب فصل برای رمان نوجوان سیاه دل، 1389.
- برنده جایزه تقدیری کتاب سال جمهوری اسلامی ایران برای ترجمه کتاب 'راهنمای نگارش فیلم نامه سینمایی انیمیشن، 1389.
- برنده جایزه در جشنواره مطبوعات کودک و نوجوان کانون پرورش فکری کودک و نوجوان در بخش نشریات خارجی برای سردبیری مجله انگلیسی زبان زمزم،1388.
- برنده جایزی تقدیری کتاب فصل برای ترجمه کتاب 'راهنمای نگارش فیلم نامه سینمایی انیمیشن،1388.
- جایزه بهترین ترجمه توسط نشریات پوپک و سلام بچه ها برای ترجمه رمان نوجوان خانه خودمان،1386.
- برنده جایزه تقدیری کتاب سال جمهوری اسلامی ایران برای ترجمه رمان نوجوان عروسک پدر،1381
- معرفی به عنوان یکی از بهترین ترجمه ها توسط شورای کتاب کودک به خاطر رمان نوجوان عروسک پدر، 1381.
- برنده جایزه بهترین ترجمه توسط نشریات پوپک و سلام بچه ها برای ترجمه رمان نوجوان خواهر گمشده، 1377.